# ! (álbum)
! (pronuncia-se "blah") é o álbum de estreia da cantora portuguesa Cláudia Pascoal. Foi lançado em Portugal em 27 de março de 2020 pela Universal Music Portugal. O álbum atingiu a posição seis na Portuguese Albums Chart.

## Lista de faixas
| N.º | Título                       | Duração |  |
| 1.  | "PPPFFFRRR" (com Nuno Mark!) | 0:51    |  |
| 2.  | "Mais Fica Pra Mim"          | 2:37    |  |
| 3.  | "Espalha Brasas"             | 3:15    |  |
| 4.  | "Quase Dança"                | 2:59    |  |
| 5.  | "Ter E Não Ter"              | 2:40    |  |
| 6.  | "Viver" (part. Samuel Úria)  | 3:18    |  |
| 7.  | "Já Não Somos Animais"       | 3:14    |  |
| 8.  | "Vem Também"                 | 4:10    |  |
| 9.  | "Espero Por Ti Lá Fora"      | 3:03    |  |
| 10. | "Tanto Faz"                  | 3:15    |  |
| 11. | "O Soldado"                  | 3:28    |  |
| 12. | "Música De Um Acorde"        | 2:43    |  |

## Tabelas musicais
| Tabela (2020)  | Posição de pico |
| -------------- | --------------- |
| Portugal (AFP) | 6               |

## Histórico de lançamentos
| Região   | Data                | Formato            | Gravadora                |
| -------- | ------------------- | ------------------ | ------------------------ |
| Portugal | 27 de março de 2020 | Download streaming | Universal Music Portugal |